# Buenavista, Boyacá
Buenavista là một thị xã và đô thị ở Departamento Boyacá, thuộc phân vùng Western Boyacá.